# Gregory Maguire
Gregory Maguire (9 juni 1954) is een Amerikaanse schrijver. Hij is de schrijver van de romans Wicked: The Life and Times of the Wicked Witch in the West, Confessions of an Ugly Stepsister en vele andere romans voor jong en oud. Veel van Maguire's romans voor volwassenen zijn bewerkte vertellingen van klassieke kinderverhalen, bijvoorbeeld, in Wicked heeft hij de "Boze heks van het westen" van L. Frank Baum's The Wonderful Wizard of Oz en zijn verfilming in 1939 veranderd in de verkeerd begrepen hoofdpersoon Elphaba. Wicked bleek een succesvolle Broadway musical te zijn. Een van Maguire's korte verhalen is opgenomen in de in 2004 uitgekomen verzameling Gothic! Ten Orignial Dark Tales.
- Bibsys: 8026207
- Biblioteca Nacional de España: XX1789781
- Bibliothèque nationale de France: cb136287733 (data)
- CiNii: DA09482716
- Gemeinsame Normdatei: 137446810
- International Standard Name Identifier: 0000 0004 0181 8947
- Library of Congress Control Number: n78025316
- MusicBrainz: 90fbd727-3434-46b2-ae3d-d15ae985c468
- Bibliotheek van het Japanse parlement: 00514765
- Nationale Bibliotheek van Tsjechië: mzk2011672695
- Nationale Bibliotheek van Israël: 987007264829805171
- Nederlandse Thesaurus van Auteursnamen: 074573926
- Réseau des bibliothèques de Suisse occidentale: 02-A019051662
- Système universitaire de documentation: 05778910X
- Trove: 1104524
- Virtual International Authority File: 267230610
- WorldCat: E39PBJmXHFJQmmgQDVHxf44cyd

1. ↑  Gemeinsame Normdatei; geraadpleegd op: 25 juni 2015.